# Typopsilopa
Typopsilopa is een vliegengeslacht uit de familie van de oevervliegen (Ephydridae).

## Soorten
- T. antennalis Wirth, 1968
- T. arnaudi Wirth, 1968
- T. atra (Loew, 1862)
- T. kerteszi Papp, 1975
- T. nigra (Williston, 1896)